# Nicolás Baisi

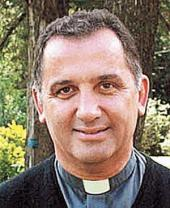
Nicolás Baisi als Weihbischof (2013)

Wappen von Nicolas Baisi als Weihbischof in La Plata

Nicolás Baisi (* 15. Juli 1964 in Buenos Aires) ist ein argentinischer Geistlicher und römisch-katholischer Bischof von Puerto Iguazú.

## Leben
Nach dem Besuch des Colegio Don Jaime in Bella Vista studierte Nicolás Baisi zwei Jahre Ingenieurwissenschaften an der Universidad de Buenos Aires. Danach trat er in das Priesterseminar in San Miguel ein und studierte Katholische Theologie an der Universidad del Salvador. Baisi empfing am 21. November 1993 das Sakrament der Priesterweihe für das Bistum San Miguel.
Anschließend war Nicolás Baisi als Pfarrvikar in der Pfarrei Inmaculado Corazón de María in Los Polverines tätig, bevor er für weiterführende Studien nach Rom entsandt wurde, wo er 2001 an der Päpstlichen Universität Heiliger Thomas von Aquin ein Lizenziat in Katholischer Theologie erwarb. Nach der Rückkehr in seine Heimat war Baisi als Vizedirektor der Diözesancaritas und Pfarrer der Pfarrei Nuestra Señora del Rosario in Grand Bourg tätig. Zudem war er Verantwortlicher für die Katechese und Mitglied des Priesterrates des Bistums San Miguel. 2007 wurde Nicolás Baisi Regens des Priesterseminars in San Miguel.
Am 8. April 2010 ernannte ihn Papst Benedikt XVI. zum Titularbischof von Tepelta und bestellte ihn zum Weihbischof in La Plata. Der Erzbischof von La Plata, Héctor Rubén Aguer, spendete ihm am 19. Juni desselben Jahres die Bischofsweihe; Mitkonsekratoren waren der Weihbischof in La Plata, Antonio Marino, und der Bischof von San Miguel, Sergio Alfredo Fenoy.
Am 8. Mai 2020 ernannte ihn Papst Franziskus zum Bischof von Puerto Iguazú. Die Amtseinführung erfolgte am 5. Juli desselben Jahres.